# Diocesi di Innsbruck
La diocesi di Innsbruck (in latino Dioecesis Oenipontana) è una sede della Chiesa cattolica in Austria suffraganea dell'arcidiocesi di Salisburgo. Nel 2023 contava 359.169 battezzati su 581.508 abitanti. È retta dal vescovo Hermann Glettler, Comm. l'Emm.

## Territorio
La diocesi comprende lo stato federato austriaco del Tirolo (ad eccezione della parte nordorientale dello stato che dipende dall'arcidiocesi di Salisburgo).
Sede vescovile è la città di Innsbruck, dove si trova la cattedrale di San Giacomo. Nella diocesi sorgono 4 basiliche minori: la basilica di San Michele Arcangelo a Absam, la basilica di Nostra Signora sotto le Quattro Colonne a Wilten, la basilica del Sacro Cuore a Hall in Tirol, e la basilica dell'abbazia di Stams.
Il territorio è suddiviso in 283 parrocchie, raggruppate in 16 decanati.

## Storia
Dopo la prima guerra mondiale, la diocesi di Bressanone (oggi diocesi di Bolzano-Bressanone) si trovò divisa in due dal nuovo confine di stato, con la sede episcopale in Italia e la parte settentrionale della diocesi in Austria. Il 9 aprile 1921 a Sigismund Waitz, che era vescovo ausiliare di Bressanone con sede a Feldkirch nel Vorarlberg (dove fin dal 1818 era stato istituito un vicariato generale), fu affidata anche l'amministrazione del Tirolo austriaco, che ancora faceva parte della diocesi di Bressanone.
Il 12 dicembre 1925 questi stessi territori, Vorarlberg e Tirolo austriaco, furono eretti in amministrazione apostolica, dipendente dalla Santa Sede e suffraganea dell'arcidiocesi di Salisburgo. Waitz divenne così amministratore apostolico di Innsbruck-Feldkirch con tutti i diritti e i doveri di un vescovo residenziale.
Il concordato con l'Austria del 1933 prevedeva l'istituzione di una diocesi sul territorio dell'amministrazione apostolica, ma il progetto andò in porto solo trent'anni dopo.
In seguito alla convenzione tra Santa Sede e governo austriaco del 7 luglio 1964, l'amministrazione apostolica fu elevata a diocesi il 6 agosto 1964 con la bolla Sedis Apostolicae di papa Paolo VI. La convenzione prevedeva che Feldkirch continuasse ad essere la sede di un vicariato generale per tutto il Vorarlberg.
L'8 dicembre 1968 la diocesi di Innsbruck-Feldkirch si è scissa, dando origine alla diocesi di Feldkirch e alla diocesi di Innsbruck.

## Cronotassi dei vescovi
Si omettono i periodi di sede vacante non superiori ai 2 anni o non storicamente accertati.
- Sigismund Waitz † (9 aprile 1921 - 15 ottobre 1938 dimesso)[8]
- Paulus Rusch † (15 ottobre 1938 - 13 agosto 1980 ritirato)
- Reinhold Stecher † (15 dicembre 1980 - 10 ottobre 1997 ritirato)
- Alois Kothgasser, S.D.B. † (10 ottobre 1997 - 27 novembre 2002 nominato arcivescovo di Salisburgo)
- Manfred Scheuer (21 ottobre 2003 - 18 novembre 2015 nominato vescovo di Linz)
- Hermann Glettler, Comm. l'Emm., dal 27 settembre 2017

## Statistiche
La diocesi nel 2023 su una popolazione di 581.508 persone contava 359.169 battezzati, corrispondenti al 61,8% del totale.
| anno | popolazione | popolazione | popolazione | presbiteri | presbiteri | presbiteri | presbiteri                | diaconi | religiosi | religiosi | parrocchie |
| anno | battezzati  | totale      | %           | numero     | secolari   | regolari   | battezzati per presbitero | diaconi | uomini    | donne     | parrocchie |
| ---- | ----------- | ----------- | ----------- | ---------- | ---------- | ---------- | ------------------------- | ------- | --------- | --------- | ---------- |
| 1950 | 481.156     | 520.000     | 92,5        | 1.000      | 605        | 395        | 481                       |         | 592       | 2.339     | 394        |
| 1970 | 381.000     | 407.000     | 93,6        | 519        | 231        | 288        | 734                       |         | 373       | 1.488     | 239        |
| 1980 | 421.500     | 451.400     | 93,4        | 540        | 295        | 245        | 780                       | 10      | 300       | 1.250     | 276        |
| 1990 | 466.686     | 505.058     | 92,4        | 437        | 237        | 200        | 1.067                     | 21      | 242       | 920       | 285        |
| 1999 | 418.011     | 499.622     | 83,7        | 476        | 203        | 273        | 878                       | 44      | 354       | 371       | 242        |
| 2000 | 429.182     | 464.236     | 92,4        | 474        | 201        | 273        | 905                       | 44      | 354       | 371       | 242        |
| 2001 | 434.820     | 460.801     | 94,4        | 399        | 187        | 212        | 1.089                     | 44      | 277       | 194       | 245        |
| 2002 | 412.871     | 462.323     | 89,3        | 396        | 186        | 210        | 1.042                     | 54      | 277       | 193       | 245        |
| 2003 | 410.837     | 463.666     | 88,6        | 412        | 203        | 209        | 997                       | 54      | 280       | 285       | 244        |
| 2004 | 408.895     | 467.170     | 87,5        | 367        | 172        | 195        | 1.114                     | ?       | 257       | 257       | 244        |
| 2006 | 407.982     | 526.226     | 77,5        | 396        | 209        | 187        | 1.030                     | 54      | 258       | 253       | 244        |
| 2012 | 395.855     | 537.770     | 73,6        | 356        | 189        | 167        | 1.111                     | 60      | 290       | 237       | 244        |
| 2013 | 394.275     | 542.011     | 72,7        | 354        | 190        | 164        | 1.113                     | 55      | 273       | 570       | 244        |
| 2016 | 388.552     | 554.653     | 70,1        | 332        | 182        | 150        | 1.170                     | 62      | 257       | 499       | 243        |
| 2019 | 378.373     | 570.120     | 66,4        | 312        | 165        | 147        | 1.212                     | 66      | 250       | 431       | 243        |
| 2021 | 369.768     | 573.844     | 64,4        | 281        | 152        | 129        | 1.315                     | 66      | 218       | 362       | 245        |
| 2023 | 359.169     | 581.508     | 61,8        | 279        | 151        | 128        | 1.287                     | 65      | 222       | 334       | 283        |